# Disoccupati organizzati
I disoccupati organizzati furono un'organizzazione di lotta e di protesta popolare, nata a Napoli verso la metà degli anni 1970.

## Storia

Manifestazione del Coordinamento Disoccupati Organizzati nelle strade cittadine di Napoli

La loro formazione fu un caso di "aggregazione spontanea" e non di rivolta sociale, stimolato dalle problematiche di esclusione sociale e di disoccupazione, a quei tempi piuttosto unico nel complesso panorama sociale italiano, che proseguì negli anni con esisti alterni.

### Nascita e sviluppo
Sull'onda dei movimenti di protesta sviluppatisi in Italia dopo il Sessantotto, a Napoli, città interessata da una cronica situazione di elevato numero di persone disoccupate o occupate in lavoro nero, precario e spesso minorile, non tutelate da alcuna struttura pubblica o organizzazione politica, nel 1975 venne a formarsi, nel vicolo Cinquesanti del quartiere San Lorenzo, un comitato definitosi dei "disoccupati organizzati", nato dall'iniziativa di militanti del Partito Comunista d'Italia.
Il movimento nel giro di pochi mesi si sviluppa nel sottoproletariato napoletano, nei quartieri della città, iniziando forme organizzate di proteste con cortei e manifestazioni che bloccano le vie cittadine, stilando liste di disoccupati in cerca di lavoro, raggiungendo un numero tale di dover essere considerati una controparte nelle discussioni istituzionali sul mercato del lavoro nella regione campana. Tra gli obiettivi della loro azione vi era il controllo delle liste di collocamento di cui si occupava il comune e la gestione dell'ECA (Ente Comunale Assistenza).
Tra i dirigenti del movimento, alcuni raggiungono posizioni di leader come Mimmo Pinto che sarà eletto deputato al parlamento nelle liste di Democrazia Proletaria e Peppe Morrone; quest'ultimo ottenne di parlare in Piazza del Plebiscito il 12 dicembre 1975 alla manifestazione organizzata dai sindacati unitari, pur non essendo iscritto al sindacato; manifestazione cui il sindacato aveva inizialmente cercato di impedire l'ingresso nella piazza ai disoccupati e poi negato l'accesso sul palco a Pinto.

### Declino
Il movimento declinò verso la fine le 1977, con un continuo rinnovo di leader, che rimpiazzavano i precedenti che venivano assunti da enti pubblici come il comune, seguendo in parte l'onda del riflusso che stava indebolendo tutti i movimenti di protesta nati in quegli anni nella società italiana, e in parte a causa del divenir meno della spinta idealista di impegno da cui era nato. 
Ricordando il periodo Fabrizia Ramondino ha scritto: «Sono stati anni molto positivi, non c' era quartiere che non avesse il comitato e i disoccupati, donne e uomini, ne presero la guida a dispetto dei partiti della sinistra. Purtroppo dopo il ' 77 il clientelismo divenne più forte della solidarietà».

## Risultati conseguiti
La loro azione contribuì a mettere in luce meccanismi nascosti del mercato del lavoro, a ottenere un sussidio di disoccupazione e 700 posti di lavoro impegnati nel restauro dei monumenti. Viceversa non riesce un dialogo collaborativo con i sindacati, che, sempre diffidenti verso questo movimento, non forniranno loro l'appoggio desiderato, fino ad arrivare, due anni dopo, ad uno scontro aperto.